# セイヨウスノキ
セイヨウスノキ（西洋酸の木、学名: Vaccinium myrtillus）は、青色の食用果実を付ける低木の一種の一つである。一般的にビルベリー、ハイデルベリー、ワートルベリーと呼ばれる。ブルーベリー（Vaccinium cyanococcus）と多くの共通点を持つ。その他のスノキ属の近縁種と区別するために、英語ではCommon BilberryあるいはBlue Whortleberryとも呼ばれる。
スノキ属の模式種である。
種小名のmyrtillusは、果実および葉がギンバイカ（myrtle）のものと似ていることに由来する。

## 分布
セイヨウスノキはヨーロッパ（スウェーデン、ノルウェー、デンマーク、フィンランド、フェノスカンジア、スコットランド、アイルランド、ポーランド、イタリア、フランス、ドイツ、ウクライナ、ロシア）、北アジア、グリーンランド、カナダ西部、アメリカ合衆国西部に自生している。野生では、ヒースの生えた原野や酸性土壌に生育している。セイヨウスノキのベリーは旧世界において長い間食べられてきた。セイヨウスノキは北米のブルーベリーの野生起源種の一つである。

## 特徴
樹高は低く、20～40センチメートル。
実は果皮、果肉とも青紫色。
同属他種と比べてもアントシアニンの量が多い。俗に「眼精疲労や近視によい」などと言われ、2018年時で試験結果は一部スコアは改善、別のスコアは改善なしなど混合的で、夜間視力には効果がなさそうだが、網膜症、慢性静脈不全に有効性が示される。アントシアニン自体の人への有効性は実証されていない。
歴史的に、果実や葉の抽出物（茶）が下痢、壊血病などの治療に用いられてきた。今日では、果実は下痢、生理痛、眼疾患、静脈瘤、静脈不全、その他の循環障害の治療のために、葉は糖尿病を含む全く異なる症状の治療のために用いられている。しかし2016年時で、ビルベリーの効果を支持する質の高い試験はなく、十分な科学的証拠はない。
ビルベリーの葉は経口で大量に摂取した場合、危険性が示唆されているため避けるべきである、とされている。

## 用途

### 果実

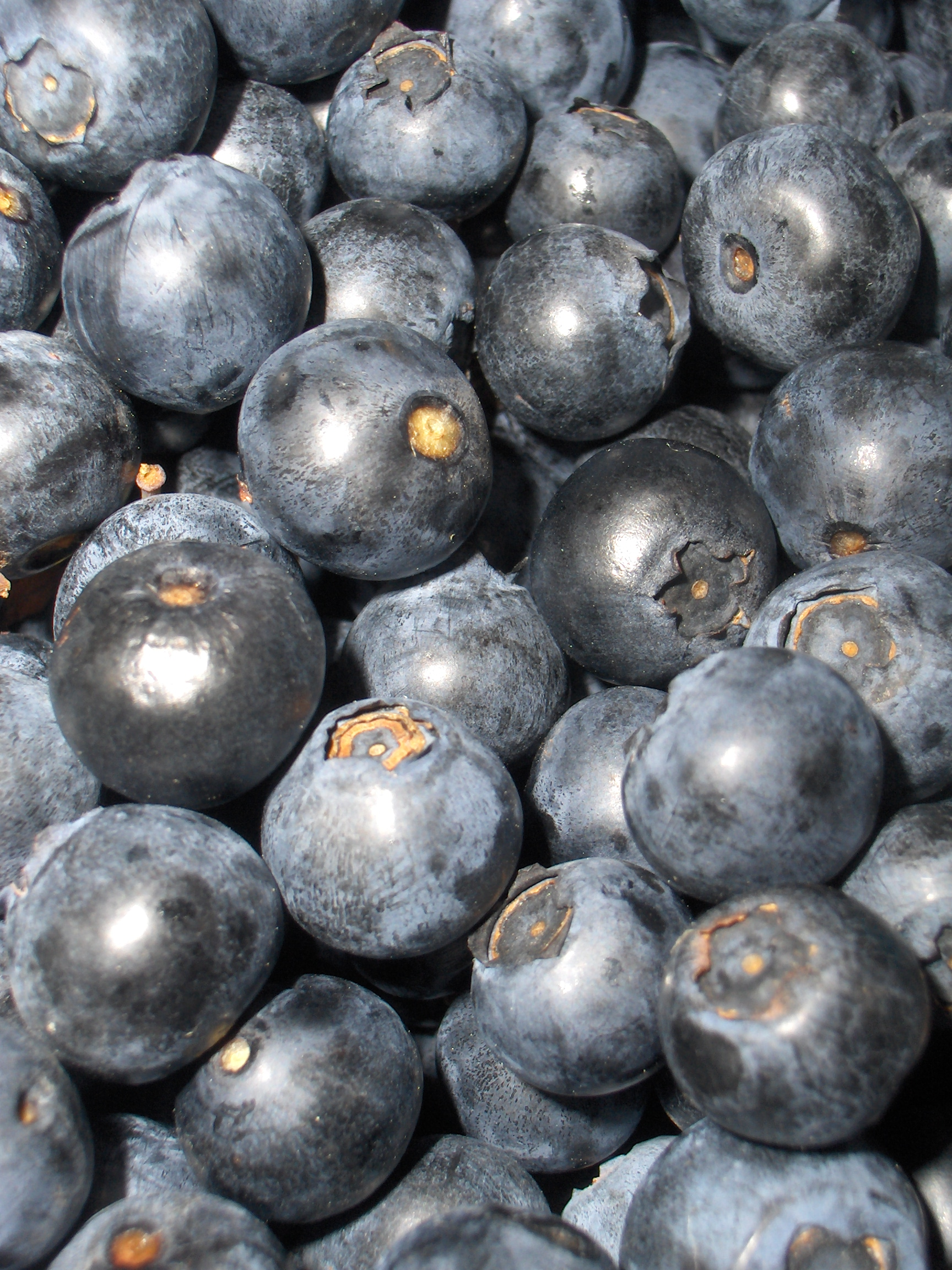
ビルベリー類（画像）およびアメリカンブルーベリー類はほとんど同一であり、同じ目的のために使用されている。

セイヨウスノキは1000年近く伝統的なヨーロッパ医学において使用されてきた。市販されているセイヨウスノキ（ビルベリー）のハーブ系サプリメントは循環障害、視力の補助、下痢およびその他の症状を治療するために用いられている。
料理では、ビルベリーの果実はアメリカン・ブルーベリーと同じ目的（パイ、ケーキ、ジャム、マフィン、クッキー、ソース、シロップ、ジュース、キャンディー等）のために一般的に使用されている。ビルベリー類のほうがより香り豊かで、風味やビタミン含量もより高いため、特に咳止めシロップやビルベリーワインを作るのに適している。

### 葉
伝統的な医学では、ビルベリーの葉は糖尿病を含む種々の症状に対して用いられている。アメリカ国立衛生研究所 (NIH) は、ビルベリーについて「糖尿病あるいは高血圧の人の眼の網膜に関する問題に対してもしかすると有効 (possibly effective)」であると評価している。